# Tour Rosen
Pour les articles homonymes, voir Rosen.
La tour Rosen est une maison forte belge datée de 1516 située rue Bovy dans le quartier liégeois des Guillemins en face de la gare.

## Historique

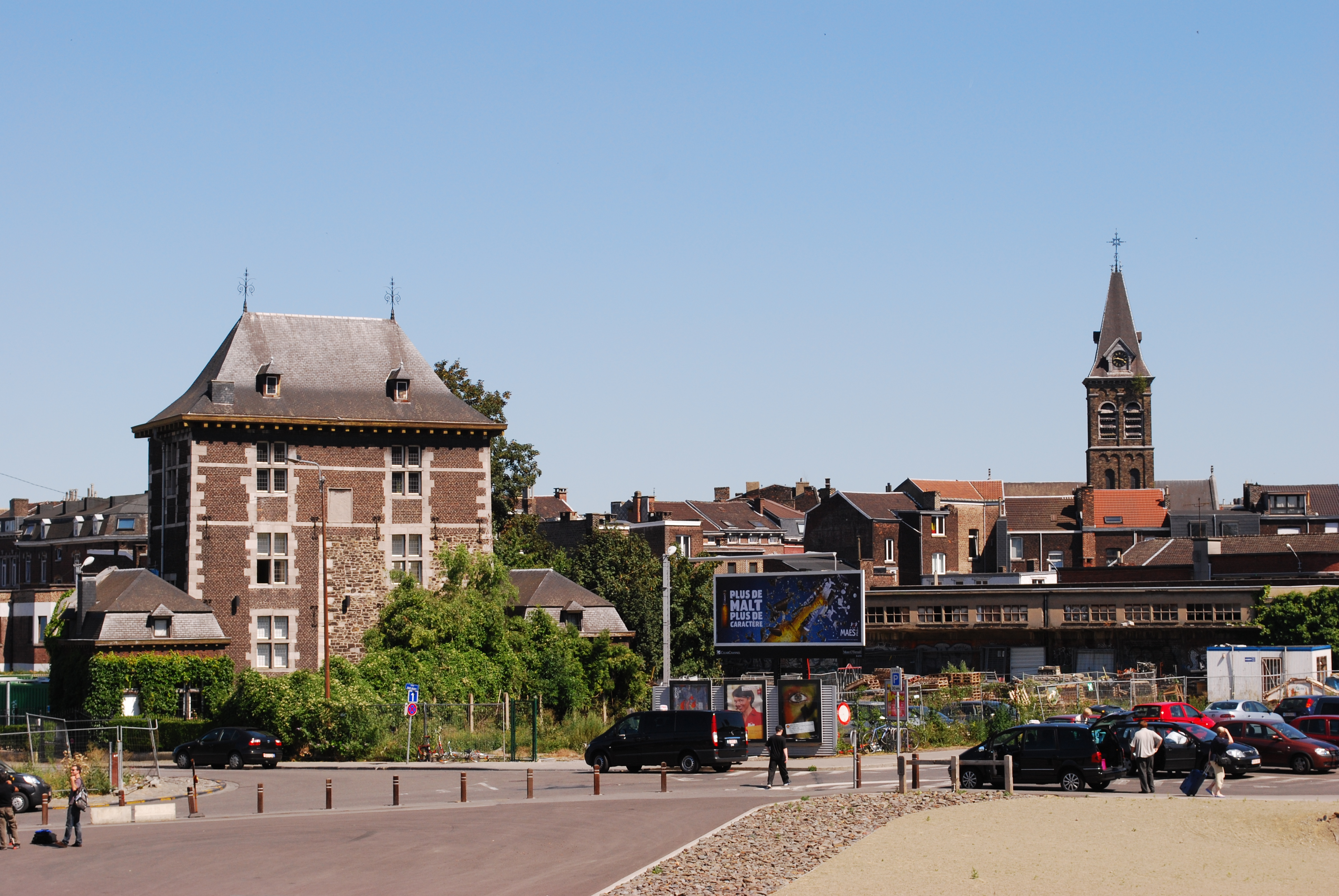
La tour Rosen en 2010, vue depuis la gare des Guillemins.

Le noyau de la tour Rosen date de 1516, la maison est agrandie au XVIIe siècle par la famille de Rosen qui donnera son nom à cette bâtisse. La tour passa aux mains de la famille Potesta en 1839 puis aux Legrand en 1891. En 1959, l'édifice appartient à Joseph-Fernand Laval. En 2002, la maison est achetée par Jean Winand à Arthur Bodson, recteur de l'université de Liège de 1985 à 1997.
Jusqu'en 1870, année du comblement des douves, la maison était dotée d'un pont-levis.
La tour est classée comme monument au patrimoine immobilier de la Région wallonne depuis 1959.